# Сакакибара, Харуна
Харуна Сакакибара (яп. 榊原春奈; род. 11 марта 1994, Нагоя) — японская гребчиха, выступающая за сборную Японии по академической гребле с 2011 года. Участница ряда крупных международных регат, в том числе регаты на летних Олимпийских играх в Лондоне.

## Биография
Харуна Сакакибара родилась 11 марта 1994 года в городе Нагоя префектуры Айти, Япония.
В детстве, обладая достаточно большим ростом, играла в баскетбол и волейбол. Заниматься академической греблей начала в 2009 году.
Дебютировала в гребле на международном уровне в сезоне 2011 года, став седьмой в одиночках на юниорском мировом первенстве в Итоне.
В 2012 году вошла в основной состав японской национальной сборной, дебютировала в Кубке мира, в частности заняла 11 место на этапе в Люцерне. Участвовала в чемпионате мира в Пловдиве, где в гонке юниорок была девятой. Благодаря удачному выступлению на Азиатской квалификационной регате в Чхунджу удостоилась права защищать честь страны на летних Олимпийских играх 2012 года в Лондоне — в программе женских одиночек сумела квалифицироваться лишь в утешительный финал D и расположилась в итоговом протоколе соревнований на 23 строке.
После лондонской Олимпиады Сакакибара осталась в составе гребной команды Японии и продолжила принимать участие в крупнейших международных регатах. Так, в 2014 году в одиночках она показала 14 результат на молодёжном чемпионате мира в Варезе.
В 2017 году в одиночках заняла 17 место на этапе Кубка мира в Познани.
В 2018 году в той же дисциплине стала пятнадцатой на этапе Кубка мира в Люцерне, финишировала четвёртой на Азиатских играх в Джакарте.
В 2019 году в парных двойках выступила на этапе Кубка мира в Пловдиве, однако не смогла пройти дальше предварительных отборочных заездов.